# Sugar Baby Rojas
Sugar Baby Rojas (eigentlich Bebis José Rojas; * 2. Januar 1961 in Barranquilla) ist ein ehemaliger kolumbianischer Boxer im Superfliegengewicht.

## Profikarriere
1981 begann Rojas erfolgreich seine Profikarriere. Am 8. August 1987 boxte er gegen Santos Benigno Laciar um den Weltmeistertitel des Verbandes WBC und siegte durch einstimmige Punktrichterentscheidung. Diesen Titel verteidigte noch im selben Jahr gegen Gustavo Ballas und verlor ihn im darauffolgenden Jahr an Gilberto Román nach Punkten.
Im Jahre 1993 beendete Rojas nach 37 Siegen bei 9 Niederlagen seine Karriere.